# Ben Whishaw
Benjamin John Whishaw, född 14 oktober 1980 i Clifton, Bedfordshire, är en brittisk skådespelare. 

## Biografi
Ben Whishaw växte upp i både Clifton och grannbyn Langford. Han har en tvillingbror, James. Han spelade teater på sin fritid efter skolan och gick på Royal Academy of Dramatic Art där han examinerades 2003.
Efter skolan spelade han ett antal småroller men skulle med rollen i My Brother Tom (2001) bli utsedd till "Mest lovande nykomling" på British Independent Film Awards. Han fick sedan huvudrollen i en uppsättning av Hamlet (2004) vilket gav honom en nominering till Olivier Award. År 2005 medverkade han i rollen som Keith Richards i Stoned och fick en hel del uppmärksamhet för sin roll som knarklangare i den kontroversiella pjäsen Mercury Fur.
Whishaw fick sen huvudrollen i Parfymen: Berättelsen om en mördare (2006). Han spelade en av Bob Dylans reinkarnationer i I'm Not There (2007). Han fick sen huvudrollen i BBC-produktionen Criminal Justice (2008) vilket skulle ge honom en Emmy Award. Han porträtterade poeten John Keats i Jane Campions långfilm Bright Star (2009). År 2010 fick han en succé med off-broadway pjäsen The Pride och gjorde huvudrollen som Freddie Lyon i den brittiska TV-serien The Hour. Han blev sedan prisad för sin tolkning av Rikard II i The Hollow Crown (2012).
Whishaw fick rollen som Q i den 23:e Bondfilmen Skyfall (2012) som en mycket yngre version än hans föregångare som spelats av till exempel Peter Burton och John Cleese. Whishaw repriserade rollen i uppföljarna Spectre (2015) och No Time to Die (2021).
2013 spelade han mot Judi Dench i den första uppsättningen av pjäsen Peter and Alice. Året därpå spelade han mot Rubert Grint, Brendan Coyle, Daniel Mays och Colin Morgan i pjäsen Mojo. Han blev nominerad till WhatsOnStage Award för båda sina roller. Han var också rösten till titelrollen i Paddington (2014). Året därpå syntes han i flertalet filmer som The Lobster, Suffragette, The Danish Girl samt porträtterade författaren Herman Melville i In the Heart of the Sea. Whishaw repriserade även röstrollen i Paddington 2 (2017). Han skulle sedan porträttera Norman Josiffe i miniserien En engelsk skandal (2018) där han spelade mot Hugh Grant. Rollen gav honom en Golden Globe och en Emmy för bästa manliga biroll.
Whishaw fick sedan en av huvudrollerna i den fjärde säsongen av Fargo (2020) där han spelade mot Chris Rock, Jason Schwartzman och Jessie Buckley. Året efter porträtterade han AT-läkaren och komikern Adam Kay i BBC-produktionen This is Going to Hurt (2022). För sin insats i den Oscarsnominerade filmen Women Talking (2022) blev han nominerad till flera priser. Han fick även nomineringar för sin roll i Passages (2023). 
Whishaw bor i London. Mellan 2012 och 2022 var han gift med den australiske kompositören Mark Bradshaw.

## Filmografi (i urval)

### Film
| År   | Titel                                     | Roll                      | Notering |
| ---- | ----------------------------------------- | ------------------------- | -------- |
| 1999 | Skyttegraven                              | James Deamis              |          |
| 1999 | Eskorten                                  | Jay                       |          |
| 2001 | My Brother Tom                            | Tom                       |          |
| 2002 | Spiritual Rampage                         |                           | Kortfilm |
| 2003 | Ready When You Are Mr. McGill             | Bruno                     |          |
| 2003 | The Booze Cruise                          | Daniel                    |          |
| 2004 | Kärlekens raseri                          | Spud                      |          |
| 2004 | Layer Cake                                | Sidney                    |          |
| 2005 | Stoned                                    | Keith Richards            |          |
| 2006 | Parfymen: Berättelsen om en mördare       | Jean-Baptiste Grenouille  |          |
| 2007 | I'm Not There                             | Arthur                    |          |
| 2008 | En förlorad värld                         | Sebastian Flyte           |          |
| 2009 | The International                         | Rene Antall               |          |
| 2009 | Bright Star                               | John Keats                |          |
| 2010 | The Tempest                               | Ariel                     |          |
| 2011 | The Prodigies                             | Gil Yepes                 | Röstroll |
| 2012 | Skyfall                                   | Q                         |          |
| 2012 | Cloud Atlas                               | Flera roller              |          |
| 2013 | The Zero Theorem                          | Doctor 3                  |          |
| 2013 | Days and Nights                           | Eric                      |          |
| 2014 | Lilting                                   | Richard                   |          |
| 2014 | Paddington                                | Paddington                | Röstroll |
| 2015 | The Lobster                               | John, den haltande mannen |          |
| 2015 | Suffragette                               | Sonny                     |          |
| 2015 | The Danish Girl                           | Henrik                    |          |
| 2015 | Spectre                                   | Q                         |          |
| 2015 | In the Heart of the Sea                   | Herman Melville           |          |
| 2016 | Kungens hologram                          | Dave                      |          |
| 2017 | Paddington 2                              | Paddington                | Röstroll |
| 2018 | Mary Poppins kommer tillbaka              | Michael Banks             |          |
| 2019 | Little Joe                                | Chris                     |          |
| 2019 | The Personal History of David Copperfield | Uriah Heep                |          |
| 2020 | Surge                                     | Joseph                    |          |
| 2021 | No Time to Die                            | Q                         |          |
| 2022 | Women Talking                             | August Epp                |          |
| 2023 | Bad Behaviour                             | Elon Bello                |          |
| 2023 | Passages                                  | Martin                    |          |
| 2024 | Paddington i Peru                         | Paddington                | Röstroll |

### TV
| År        | Titel                        | Roll           | Notering                           |
| --------- | ---------------------------- | -------------- | ---------------------------------- |
| 2000      | Black Cab                    | Ryan           | Avsnitt: "Work"                    |
| 2000      | Other People's Children      | Sully          | 4 avsnitt                          |
| 2005      | Nathan Barley                | Pingu          | 6 avsnitt                          |
| 2008      | Criminal Justice             | Ben Coulter    | 5 avsnitt                          |
| 2011–2012 | The Hour                     | Freddie Lyon   | 12 avsnitt                         |
| 2012      | The Hollow Crown             | Rikard II      | Avsnitt: "Richard II"              |
| 2014      | Playhouse Presents           | Ezra           | Avsnitt: "Foxtrot"                 |
| 2015      | London Spy                   | Danny          | 5 avsnitt                          |
| 2017      | Queers                       | Perce          | Avsnitt: "The Man on the Platform" |
| 2018      | En engelsk skandal           | Norman Scott   | 3 avsnitt                          |
| 2019–     | The Adventures of Paddington | Paddington     | Röstroll                           |
| 2020      | Fargo                        | Rabbi Milligan | 7 avsnitt                          |
| 2022      | This Is Going to Hurt        | Adam Kay       | 7 avsnitt                          |
| 2024      | Black Doves                  | Sam            |                                    |

### Teater
| År   | Titel                     | Roll                  | Teater                           |
| ---- | ------------------------- | --------------------- | -------------------------------- |
| 2003 | His Dark Materials        | Jasper                | Royal National Theatre, London   |
| 2004 | Hamlet                    | Hamlet                | Old Vic, London                  |
| 2005 | Mercury Fur               | Elliot                | Menier Chocolate Factory, London |
| 2006 | Måsen                     | Konstantin            | Royal National Theatre, London   |
| 2007 | Leaves of Glass           | Steven                | Soho Theatre, London             |
| 2008 | ...some trace of her      | Myshkin               | Royal National Theatre, London   |
| 2009 | Cock                      | John                  | Royal Court Theatre, London      |
| 2010 | The Pride                 | Oliver                | Lucille Lortel Theatre, New York |
| 2013 | Peter and Alice           | Peter Llewelyn Davies | Noël Coward Theatre, London      |
| 2013 | Mojo                      | Baby                  | Harold Pinter Theatre, London    |
| 2015 | Backanterna               | Dionysus              | Almeida Theatre, London          |
| 2016 | The Crucible              | John Proctor          | Walter Kerr Theatre, New York    |
| 2017 | Against                   | Luke                  | Almeida Theatre, London          |
| 2018 | Julius Caesar             | Brutus                | Bridge Theatre, London           |
| 2019 | Norma Jeane Baker of Troy | Marilyn Monroe        | The Shed, New York               |
| 2024 | Bluets                    | he/him                | Royal Court Theatre, London      |
| 2024 | I väntan på Godot         | Vladimir              | Theatre Royal Haymarket, London  |